# Lederia kidoi
Lederia kidoi es una especie de coleóptero de la familia Tetratomidae.

## Distribución geográfica
Habita en Japón.